# 社交機器人

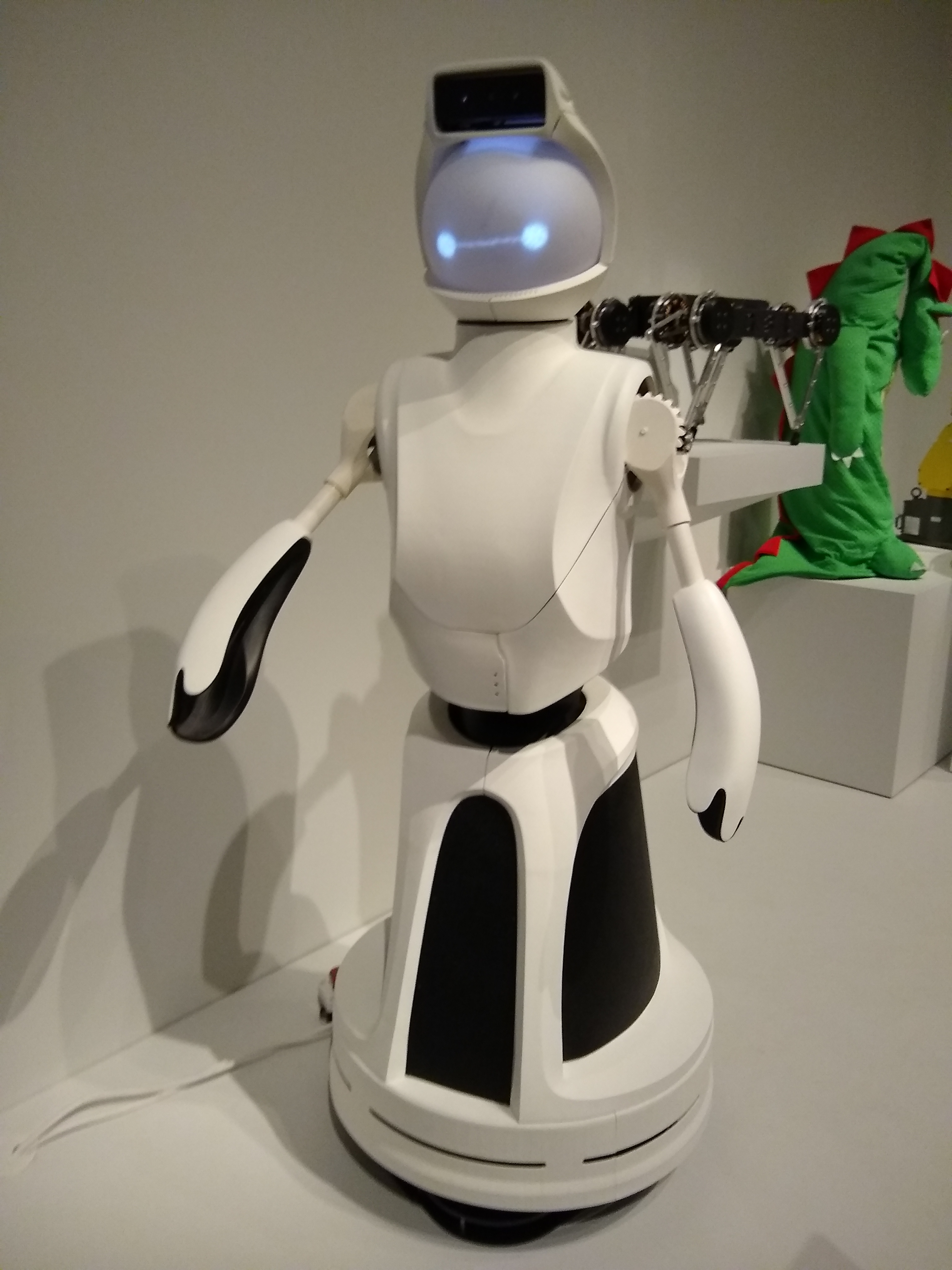

社交機器人是一種自主機器人，能夠遵循符合自己身份的社交行為和規範，與人類或其他自主的實體進行人機互動與溝通。這個定義意味著社交機器人必須有實在的形體（不能只是螢幕上的角色）。近來發展的機器人，有些是用螢幕顯示機器人的頭。這種機器人處於合格邊緣，如果軀幹的功能只是為了放置螢幕，就不算是機器人。但是如果這類的機器人具備機動性，並且有感應的功能，這種系統就可以視為機器人。

## 背景
「社交機器人學」這個領域起源於1940-1950年代，威廉·格雷·華特(William Grey Walter)是其先驅。1990年代初期以來，人工智慧的研究人員後續研發。其中最知名的包括克絲汀·道騰翰（Kerstin Dautenhahn）、瑪嘉·馬塔里克（Maja Mataric）、辛西婭·布雷齊爾（Cynthia Breazeal）、奧蒂·比拉德（Aude Billard）、亞尼斯·德米瑞斯（Yiannis Demiris）、布萊恩·達菲（Brian Duffy）。日本相關的領域是「關西工程運動」的「社交機器人學」，請參照三宅美博、渡辺智男、小嶋秀樹、神田崇行、石黒浩等人的研究。
自主是社交機器人的一個必要條件。完全被遙控的機器人不能視為有社交功能，因為不能自己做決定。這種機器人只不過是幕後之人的延伸。但是也毋須完全自主，半自主似乎也能被接受。

## 定義
社交機器人應該能與人類以及人型化代理人溝通和互動。這種交流比較可能是合作性質的，但是未必如此。而且，不合作的行為在有些情況下是符合社會規範的。例如機器人可以在遊戲的範圍內展現出競爭的行為。機器人的互動，可以在極少甚至沒有溝通的情況下進行。例如機器人可以在太空站遞工具給太空人，不過很可能遲早免不了要溝通。
社交機器人有兩個建議的必要條件：圖靈測試用以決定機器人的溝通技巧；以撒·艾西莫夫的機器人三定律用以衡量機器人的行為（這兩個條件，尤其是「機器人三定律」，在現實世界是否可行，仍有爭議，而且或許根本不可能實現）。不過這種觀點的結果是，機器人如果只能與其他機器人溝通，不能視為社交機器人：社交行為受制於人類以及其社會，人類社會訂定必要的社會價值、規範、標準。這導致社交機器人對於文化的依賴，因為社會價值、規範、標準，會因不同的文化而異。
至此可以導入定義的最後部分。社交機器人互動的社交規範，必須符合其身份。身份和規範是經由社會訂定的。例如機器人男管家，必須遵循既定良好服務的規範。機器人男管家必須體貼人意、可靠、尤其必須言行謹慎。社交機器人必須知道這點並且遵守無誤。不過，社交機器人和其他自主機器人互動的時候，也必須遵守機器人之間的行為規範。

## 研究實驗室
- MIT 媒體實驗室個人機器人小組 （页面存档备份，存于）
- 耶魯大學社交機器人學實驗室 （页面存档备份，存于）
- 德國弗萊堡大學社交機器人學實驗室 （页面存档备份，存于）
- 新加坡 A*STAR 社交機器人學
- 國立新加坡大學社交機器人學實驗室 （页面存档备份，存于）
- 日本豐橋技術科學大學互動與溝通設計(ICD)實驗室
- 日本京都 ATR 智能機器人學暨通訊實驗室 （页面存档备份，存于）
- 英國赫福郡大學適應系統研究小組
- 瑞典皇家理工學院語言音樂與聽力學系 （页面存档备份，存于）

## 國際期刊
- International Journal of Social Robotics （页面存档备份，存于）
- Interaction Studies: Social Behaviour and Communication in Biological and Artificial Systems

## 參看
- Kismet
- Joe Robot
- Tico

## 外部連結

### 社交機器人實例
- eMuu （页面存档备份，存于）
- KASPAR （页面存档备份，存于）
- Furhat
- Maggie （页面存档备份，存于）
- Tico （页面存档备份，存于）
- 可抱的智慧機器人 PROBO （页面存档备份，存于）
- DARYL （页面存档备份，存于）
- Pablo （页面存档备份，存于）